# Kuroda Yoshitaka
Kuroda Yoshitaka (japonés 黒田 孝高; 22 de diciembre de 1546 Himeji, provincia de Harima– Fushimi 20 de marzo de 1604), también conocido como Kuroda Kanbei (黒田 官兵衛, o Kuroda Kambē ), fue un daimyō y comandante militar japonés en los períodos Sengoku y Azuchi-Momoyama. Reconocido como un hombre de gran ambición, sucedió a Takenaka Hanbei como estratega jefe y consejero de Toyotomi Hideyoshi. Kuroda se convirtió al cristianismo cuando tenía 38 años y recibió "Simeon Josui" como nombre de bautismo ( rekishijin ). Su ingenio, valentía y lealtad fueron respetados por sus guerreros .